# Campeonato Mundial de Atletismo de 2009 - Arremesso de peso feminino
O arremesso de peso feminino do Campeonato Mundial de Atletismo de 2009 ocorreu no dia 16 de agosto no Olympiastadion, em Berlim.

## Recordes
Antes desta competição, os recordes mundiais e do campeonato nesta prova eram os seguintes:
| Tipo                  | Atleta             | Distância | Local  | Data                  | Ref |
| --------------------- | ------------------ | --------- | ------ | --------------------- | --- |
|                       | Natalya Lisovskaya | 22,63     | Moscou | 7 de junho de 1987    | ver |
| Recorde do campeonato | Natalya Lisovskaya | 21,24     | Roma   | 5 de setembro de 1987 | ver |

## Medalhistas
| Ouro               | Prata                 | Bronze            |
| Valerie Vili (NZL) | Nadine Kleinert (GER) | Gong Lijiao (CHN) |

## Resultados

### Eliminatórias
Estes são os resultados das eliminatórias. As 28 atletas inscritas foram divididas em dois grupos, se classificando para a final os que atingissem a marca de 18,50m (Q) ou, no mínimo, doze atletas com as melhores marcas (q).

#### Grupo A
| Pos. | Atleta                  | #1    | #2    | #3    | Res.      | Notas                |
| ---- | ----------------------- | ----- | ----- | ----- | --------- | -------------------- |
| 1    | BLR Natallia Mikhnevich | 19.12 |       |       | 19.12 (Q) |                      |
| 2    | RUS Anna Avdeyeva       | 18.45 | 18.31 | 18.92 | 18.92 (Q) |                      |
| 3    | GER Denise Hinrichs     | 18.69 |       |       | 18.69 (Q) |                      |
| 4    | CHN Li Meiju            | 18.53 |       |       | 18.53 (Q) |                      |
| 5    | GER Christina Schwanitz | 18.25 | x     | 18.11 | 18.25 (q) |                      |
| 6    | CUB Mailín Vargas       | 18.14 | 17.95 | 17.98 | 18.14 (q) |                      |
| 7    | ROU Anca Heltne         | 17.92 | 17.82 | 17.69 | 17.92     |                      |
| 8    | ITA Chiara Rosa         | 17.89 | x     | x     | 17.89     |                      |
| 9    | LTU Austra Skujytė      | x     | 17.52 | 17.86 | 17.86     | Recorde pessoal      |
| 10   | FRA Laurence Manfredi   | 17.04 | x     | 17.25 | 17.25     |                      |
| 11   | USA Helena Engman       | 17.19 | x     | x     | 17.19     | Recorde da temporada |
| 12   | SWE Jillian Camarena    | 16.92 | x     | x     | 16.92     |                      |
| 13   | TRI Annie Alexander     | 16.01 | 15.82 | x     | 16.01     |                      |
| 14   | USA Kristin Heaston     | x     | x     | 14.98 | 14.98     |                      |

#### Grupo B
| Pos. | Atleta                    | #1    | #2    | #3    | Res.      | Notas |
| ---- | ------------------------- | ----- | ----- | ----- | --------- | ----- |
| 1    | NZL Valerie Vili          | 19.70 |       |       | 19.70 (Q) |       |
| 2    | GER Nadine Kleinert       | 18.38 | x     | 19.36 | 19.36 (Q) |       |
| 3    | CHN Gong Lijiao           | 19.08 |       |       | 19.08 (Q) |       |
| 4    | CUB Misleydis González    | 18.62 |       |       | 18.62 (Q) |       |
| 5    | USA Michelle Carter       | 17.43 | 18.07 | 18.44 | 18.44 (q) |       |
| 6    | CHN Liu Xiangrong         | x     | 17.97 | 18.10 | 18.10 (q) |       |
| 7    | TRI Cleopatra Borel-Brown | 17.19 | 17.31 | 17.99 | 17.99     |       |
| 8    | GEO Mariam Kevkhishvili   | 17.95 | 17.68 | 17.75 | 17.95     |       |
| 9    | CUB Yaniuvis López        | 17.71 | 17.65 | x     | 17.71     |       |
| 10   | CHI Natalia Duco          | 17.61 | 17.45 | 17.43 | 17.61     |       |
| 11   | FRA Jessica Cérival       | 17.06 | 16.90 | 17.30 | 17.30     |       |
| 12   | HUN Anita Márton          | 15.99 | 16.80 | 16.76 | 16.80     |       |
| 13   | IRI Leila Rajabi          | 16.12 | 16.60 | x     | 16.60     |       |
| 14   | TGA 'Ana Po'uhila         | 15.50 | x     | 16.09 | 16.09     |       |

### Final
Estes são os resultados da final:
| Pos               | Atleta                  | #1    | #2    | #3    | #4    | #5    | #6    | Res.  | Notas           |
| ----------------- | ----------------------- | ----- | ----- | ----- | ----- | ----- | ----- | ----- | --------------- |
| Medalha de ouro   | NZL Valerie Vili        | 19,40 | x     | 20,25 | 20,16 | 20,44 | 20,25 | 20,44 |                 |
| Medalha de prata  | GER Nadine Kleinert     | 20,06 | 19,52 | 20,20 | 19,61 | x     | x     | 20,20 | Recorde pessoal |
| Medalha de bronze | CHN Gong Lijiao         | 19,69 | 19,89 | 19,68 | 19,75 | x     | x     | 19,89 | Recorde pessoal |
| 4                 | BLR Natallia Mikhnevich | 19,66 | x     | 19,27 | 19,51 | x     | x     | 19,66 |                 |
| 5                 | RUS Anna Avdeeva        | 18,66 | 18,78 | 19,48 | 19,66 | x     | x     | 19,66 |                 |
| 6                 | USA Michelle Carter     | x     | 18,93 | 18,96 | x     | 18,30 | x     | 18,96 |                 |
| 7                 | CHN Li Meiju            | 18,76 | 18,35 | 18,66 | x     | x     | x     | 18,76 |                 |
| 8                 | CUB Misleydis González  | 18,73 | 18,57 | x     | 18,60 | 18,74 | 18,43 | 18,74 |                 |
| 9                 | CUB Mailín Vargas       | 18,67 | 18,10 | 18,11 |       |       |       | 18,67 |                 |
| 10                | CHN Liu Xiangrong       | 18,52 | x     | 16,79 |       |       |       | 18,52 |                 |
| 11                | GER Denise Hinrichs     | 18,30 | 18,39 | x     |       |       |       | 18,39 |                 |
| 12                | GER Christina Schwanitz | 17,84 | x     | x     |       |       |       | 17,84 |                 |

- x = Arremesso inválido

Legenda
| Recorde mundial       | Recorde mundial (World record)               |                       | Recorde africano                      | Recorde africano (African) |                                           | Q | Classificado por posição (Qualified) |
| Recorde do campeonato | Recorde do campeonato (Championship record)  | Recorde da América    | Recorde da América (Americas)         | q                          | Classificado por melhor tempo (Qualified) |   |                                      |
| Melhor marca do ano   | Melhor marca do ano (World leading)          | Recorde asiático      | Recorde asiático (Asian)              | DNS                        | Não largou (Did not start)                |   |                                      |
| Recorde nacional      | Recorde nacional (National record)           | Recorde europeu       | Recorde europeu (European)            | DNF                        | Não terminou (Did not finish)             |   |                                      |
| Recorde pessoal       | Recorde pessoal do atleta (Personal best)    | Recorde da Oceania    | Recorde da Oceania (Oceania)          | DSQ / DQ                   | Desclassificado (Disqualified)            |   |                                      |
| Recorde da temporada  | Recorde da temporada do atleta (Season best) | Recorde sul-americano | Recorde sul-americano (South America) | NM                         | Sem marca (No mark)                       |   |                                      |